# Vidua paradisaea
La viuda del paraíso (Vidua paradisaea) es una especie de ave paseriforme perteneciente a la familia Viduidae. Es pequeña y de color café, y habita en África Oriental, desde el este de Sudán hasta el sur de Angola. Durante la temporada de cría el macho luce un pecho color café dorado con un abdomen blanco amarillento y una larga cola negra que puede llegar a medir 36 cm de largo, es decir tres veces el largo de su cuerpo.
Es un parásito del pinzón melba. Las crías de la viuda son más bulliciosas que las crías del pinzón, por lo que los padres adoptivos le dan más atención que a sus propias crías. Su estatus de conservación según la Lista Roja se ha evaluado como de baja preocupación (LC).

## Galería

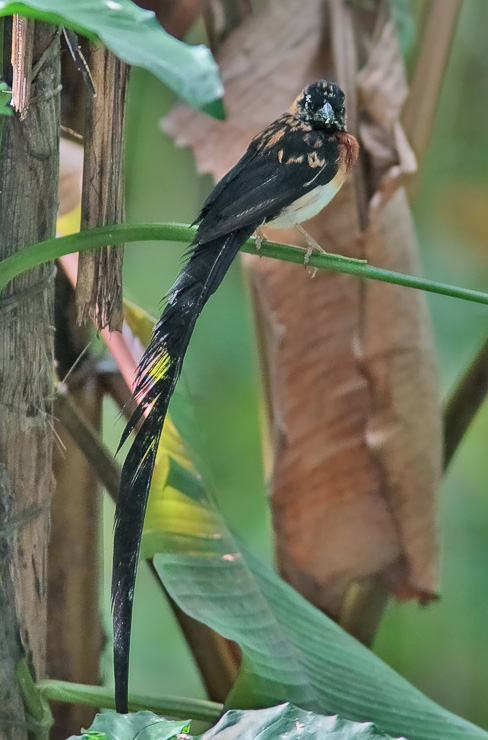
Macho posado en un árbol
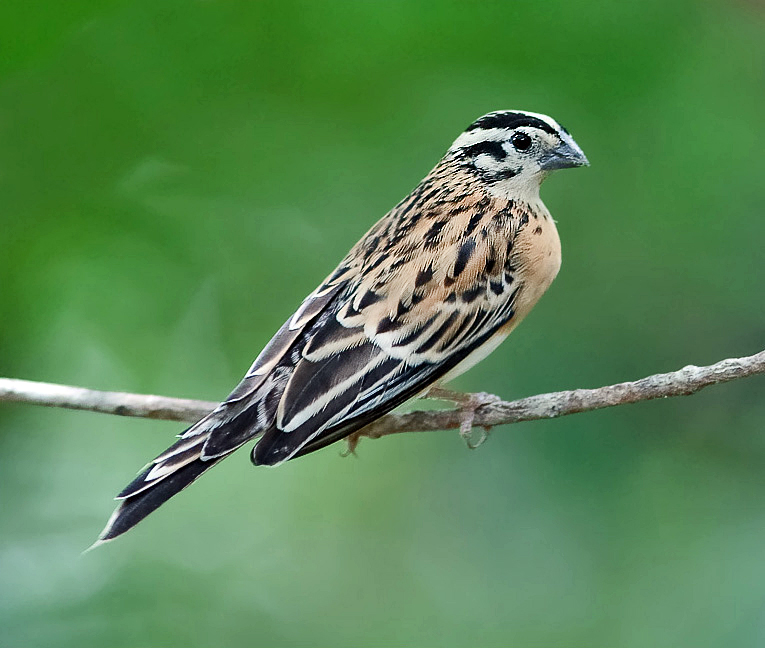
Hembra adulta.